# Св. св. Петър и Павел (Каменец Подолски)
Вижте пояснителната страница за други значения на Свети апостоли Петър и Павел.
„Св. св. апостоли Петър и Павел“ (на украински: Кафедральний костел святих Апостолів Петра і Павла в Кам'янці-Подільському), или накратко наричана Петропавловска катедрала, е католически храм в град Каменец Подолски, катедрала на Каменец-Подолската римокатолическа епархия паметник на историята на културата и архитектурата.
Тя има голямо историческо и културно значение. Архитектурният ансамбъл включва катедралата „Св. св. Петър и Павел“, камбанария, триумфална порта и турско минаре. Съдържа черти на ренесансовата, бароковата и неоготическата архитектура.
Датата на основаване на катедралата е неизвестна. От описанията на църквата се знае, че тя е построена през 1375 г. от дърво, по времето на първия епископ на града, доминиканецът Вилхелм. Изграждането на каменната църква се приписва на епископ Яков Бучатски (1502 – 1517). В средата на 16 век епископ Леонард Слончевски (1547 – 1562) добавя параклиси. По време на турското управление (1672 – 1699 г.) катедралната църква се превръща в основната мюсюлманска джамия в Каменец Подолски (вероятно и на еялета). Към нея има минаре с височина 36,5 м и 145 каменни стъпала. След завръщането на поляците, на минарето е сложена статуя на Дева Мария (1756 г.) с височина 3,5 м. Дева Мария стои на земното кълбо и полумесеца, благославяйки града и региона. Около главата ѝ има ореол от 12 звезди.
В архитектурния комплекс влиза и скулптурната композиция на надгробния камък на Лора Пшездецка.